# Visitação (Grão Vasco)
Visitação é uma pintura a óleo sobre madeira de castanho criada no período de 1506-1511 pelo pintor português do renascimento Vasco Fernandes (c. 1475-1542) e que decorava inicialmente a Capela Mor da Sé de Lamego, estando atualmente no Museu de Lamego. Tendo de altura 173 cm e de largura 92 cm, a obra representa o episódio bíblico da Visitação.
A Visitação era um dos painéis que constituia o Políptico da Capela-mor da Sé de Lamego, criado por Grão Vasco no período de 1506-1511 por encomenda do então bispo de Lamego D. João de Madureira. Devido a obras na Sé de Lamego no século XVIII, o Políptico foi desmontado e desmembrado, conhecendo-se actualmente apenas cinco painéis, entre eles a Visitação, que se encontram no Museu de Lamego.

## Descrição
A pintura representa portanto o encontro bíblico da Virgem Maria e da sua prima Santa Isabel cujas figuras bem estruturadas e envoltas em largos mantos dominam o primeiro plano da cena que se prolonga por uma magnífica paisagem de fundo. Esta paisagem é dominada por uma arquitetura de rigorosa geometria à maneira nórdica que numa técnica miniaturista notável permite o aprofundamento progressivo do espaço. À esquerda, parece suspensa uma paisagem enquadrada por frondosa vegetação por onde um caminhante (São José?) conduz um jumento. As duas figuras femininas, situadas atrás da Virgem, são provavelmente uma alusão às suas virtudes: a Castidade e a Humildade. Dois anjos, voando no céu, são os elementos estritamente religiosos que completam a cena.

## Apreciação
Segundo a Matriznet, o colorido suave desta fase inicial de Vasco Fernandes contrasta com as cores mais densas e sombrias das últimas obras, que se liga a uma elegância das figuras e ao sentido decorativo e sensível do cenário. Não são identificáveis erros de desenho e de perspetiva, e as figuras equilibram-se com sentido realista e idealizado. Além da preocupação à minúcia dos pormenores, e à figuração subtil, Vasco Fernandes revela-se nesta obra um excelente paisagista. O viajante e os dois anjos são elementos figurativos que conferem à cena um valor poético e a expressão religiosa.
Para Sant´Anna Dionísio, na Visitação, o encontro bíblico entre as duas santas mulheres tem a movimentação peculiar de uma fremente cena dramática. As amplas roupagens são sabiamente dispostas e empoladas. Ambas as mãos visíveis, uma de cada figura, são claras demonstrações da mestria que naquele tempo os pintores das grandes oficinas atingiam na execução desses elementos essenciais da figura humana. As fisionomias das duas Mulheres transmitem uma estranha melancolia, parecendo a visita mais de comiseração do que de uma discreta felicitação jubilosa de ambas as gravideses.:666
Prossegue Dionísio referindo que a paisagem envolvente é de uma grande placidez variedade e harmonia. Do lado esquerdo destaca-se uma alcantilada proeminência densamente arborizada. Do lado direito, ao longe, uma cordilheira montanhosa de um cinzento muito leve. No plano intermédio, um rio corre brandamente pela planura que dificilmente se reporta a uma paisagem portuguesa, da mesma forma que o edifício apalaçado de tectos agudos é nitidamente nórdico. O único pormenor que parece querer sugerir a presença da terra portuguesa é a pequena carroça que se descobre num recanto.:666

## Ligação externa
- Página oficial do Museu de Lamego
- Página do Facebook do Museu de Lamego